# Liste der Naturdenkmale in Stahlhofen (Westerwald)
Die Liste der Naturdenkmale in Stahlhofen nennt die im Gemeindegebiet von Stahlhofen ausgewiesenen Naturdenkmale (Stand 13. Juni 2024).

## Ehemalige Naturdenkmale
| Nr. | Bezeichnung       | Lage                                                         | Beschreibung                                           | Bild            |
| --- | ----------------- | ------------------------------------------------------------ | ------------------------------------------------------ | --------------- |
|     | Wendeliniuslinden | nordwestlich des Ortes an der K 166; Flur Auf der Heide Lage | Tilia cordata, drei Bäume; Rechtsverordnung aufgehoben | Fotos hochladen |